# 13 French Street
Pour plus de détails, voir Fiche technique et Distribution.
13 French Street est un film français réalisé par Jean-Pierre Mocky, sorti en 2007.

## Synopsis
Alex et Victor se sont connus pendant la guerre du Golfe. Malgré leur différence d'âge, une amitié naît entre les deux hommes. Quelques années plus tard, Victor invite son ancien collègue à visiter son manoir au bord de la mer, et par la même occasion, rencontrer sa superbe femme. Femme troublante qui ne va pas laisser insensible Alex.

## Fiche technique
- Réalisation : Jean-Pierre Mocky
- Scénario : Jean-Pierre Mocky, d'après le roman de Gil Brewer
- Photographie : Jean-Paul Sergent
- Montage : Jean-Pierre Mocky, Michel Cosma
- Son : Bruno Auzet, Fred Dabo
- Musique : Vladimir Cosma
- Production : Jean-Pierre Mocky, Thierry de Navacelle, Paul Rassam
- Sociétés de production : Mocky Delicious products, TNVO Films, Canal+
- Pays :  France et  Royaume-Uni
- Genre : policier et drame
- Durée : 89 minutes
- Avant-première au Festival du film policier de Cognac
- Date de sortie : 28 novembre 2007

## Distribution
- Thierry Frémont : Alex
- Tom Novembre : Victor
- Nancy Tate : Petra
- Bruno Solo : Carré
- Léa Seydoux : Jenny
- Catherine Lys : La mère de Victor
- Dominique Zardi : Le fossoyeur
- Noël Simsolo